# 对楚王问
《对楚王问》是由战国楚国辞赋作家宋玉创作的一篇赋。该赋讲述了宋玉如何回应楚襄王对士人和庶民等都不赞许宋玉的疑惑。宋玉的回答并未直接回应问题，而是以“乐曲的格调高，懂得品味的人就少”来比喻衬托自己的高洁不同。
文章中的楚襄王为宋玉所事，自楚怀王被秦国俘虏后被楚人立为国君，荒淫无度，任内屡败于秦国；屈原据传为宋玉之师，力谏怀王襄王而蒙难，后于襄王逃难之际，见大势已去，自投于汨罗江。

## 成语典故
下列成语或典故出自本文：
- 下里巴人[註 1]
- 阳春白雪[註 2]
- 曲高和寡[註 3]

## 原文引用
1. ↑  客有歌於郢中者，其始曰《下里巴人》，國中屬而和者數千人；……
2. ↑  ……其為《陽春白雪》，國中屬而和者，不過數十人……
3. ↑  其曲彌高，其和彌寡。